# The Being Inn
The Being Inn ist ein Jazzalbum des Silke Eberhard Trios. Die im Januar 2016 im Studio P4, Berlin, entstandenen Aufnahmen erschienen am 16. Juni 2017 auf Intakt Records.

## Hintergrund
Die Holzbläserin Silke Eberhard leitete seit den späten 2000er-Jahren ein Trio mit dem Bassisten Jan Roder und dem Schlagzeuger Kay Lübke; 2008 legten sie das Album Being (Jazzwerkstatt) vor, gefolgt von What a Beauty Being (2011) und schließlich The Being Inn. In den Jahren darauf erschienen noch die Alben Being the Up and Down (2021) und Being-a-Ning (2025).

## Titelliste
- Silke Eberhard Trio – The Being Inn (Intakt Records Intakt CD 280)[1]

1. Ding Dong 5:10
2. Willisau Suite 18:12
3. Schlappen 0:48
4. Mininatür 4:12
5. Kanon 2:44
6. Towels 0:37
7. In Drei 3:35
8. Wake-Up Call 0:35
9. 8915 4:40
10. Schirm 3:59
11. Another Pint 0:35
12. Versteckter Kitsch 5:48
13. Last Order 0:38

Die Kompositionen stammen von Silke Eberhard.

## Rezeption
Nach Ansicht von Alberto Bazzurro, der das Album in All About Jazz rezensierte, sei das Idiom dieses Albums „Free-Bop“ – gemäß einer Definition, die vor einigen Jahren eine gewisse Anhängerschaft hatte –, nicht übermäßig rücksichtslos, stark in meist klaren, sogar scharfen Klängen und einem Ensemble-orientierten Vorgehen (meist in kompakten Arrangements), das auch turbulente Momente aufweise, tendenziell affirmativ, extrovertiert, aber ohne Exzesse. Zu den Höhepunkte würde „Ding Dong“, „Schlappen“, „Kanon“ und „8915“ zählen, die das Album biete. Silke Eberhard spiele direkt, körperlich, innerhalb dessen sich ihr Altsaxophon (seltener die Bassklarinette) mit äußerster Freiheit, Maß und Diktion entfalte, mit einem Sinn für Form. Einige Stücke seien sehr kurz, manche nur etwas mehr als eine halbe Minute, und das Ergebnis sei lobenswert erarbeitet, doch es werde doch allmählich etwas vorhersehbar, und wirke leicht schematisch.